# Empressite
L'empressite est un minéral de la classe des tellures. Son nom fait référence au site où il a été découvert en 1914, la mine Empress Josephine, comté de Saguache, Colorado, États-Unis.

## Caractéristiques
L'empressite est un minéral d'argent et de tellure, un tellurure d'argent(II), de formule chimique AgTe et de couleur gris foncé. C'est un minéral que l'on trouve rarement dans la nature. Elle a une dureté de 3,5 sur l'échelle de Mohs et une densité de 7,6 g/cm³. Elle cristallise dans le système orthorhombique, et peut former des masses compactes et, rarement, des cristaux bipyramidaux. Des analyses cristallographiques récentes ont confirmé que l'empressite n'est pas le même minéral que la stützite, puisqu'il s'agit d'un minéral de structure cristalline orthorhombique, différent de celle hexagonale de la stützite Ag5-xTe3 avec laquelle l'empressite a été couramment confondue dans la littérature minéralogique.

## Formation et gisements
On la trouve dans des dépôts de veines hydrothermales pauvres en or à basse température. Elle est généralement associée à d'autres minéraux tels que le tellure, la sylvanite, la petzite, la hessite, la rickardite, l'altaïte, la galène, la pyrite, la rodalquilarite et or.